# Łucja Drège-Schielowa
Łucja Drège-Schielowa (ur. 13 lutego 1893 w Warszawie, zm. 26 stycznia 1962 w Łodzi) – polska kompozytorka i pianistka.

## Życiorys
Uczyła się w szkole Warszawskiego Towarzystwa Muzycznego u Felicjana Szopskiego (kompozycja) i Marii Wąsowskiej-Badowskiej (fortepian). W okresie dwudziestolecia międzywojennego występowała jako pianistka, zajmowała się też organizacją imprez muzycznych i pracą kompozytorską. W 1945 roku osiadła w Łodzi, gdzie wykładała przedmioty teoretyczne w Państwowej Średniej Szkole Muzycznej, była też ilustratorką i pianistką zespołów tanecznych i baletowych.
Komponowała przede wszystkim utwory dydaktyczne przeznaczone dla dzieci. Tworzyła w stylistyce neoromantycznej. Większość jej utworów pozostała w rękopisach, znajdujących się w posiadaniu różnych osób i instytucji.
Została pochowana w części ewangelicko-augsburskiej Starego Cmentarza w Łodzi (sektor: 38_A2, rząd: 1, nr grobu: 5).

## Ważniejsze kompozycje
(na podstawie materiałów źródłowych)

### Utwory orkiestrowe
- Polska suita taneczna (1951)
- Kujawiak na orkiestrę dętą (1951)
- Polka na orkiestrę dętą (1951)

### Utwory kameralne
- Sonata na skrzypce i fortepian (1918)
- Partita na flet i fortepian (1933)

### Utwory fortepianowe
- Sonata e-moll (1917)
- Toccata d-moll i fuga (1917)
- Ballada (1918)
- Scherzo (1918)

### Pieśni na głos i fortepian
- 2 pieśni do słów Leopolda Staffa (1917)
- Parafraza, sł. Leopold Staff (1918)
- 6 pieśni do słów Leopolda Staffa i Zdzisława Dębickiego (1918)
- Nasa Marysia, sł. Emil Zegadłowicz (1930)
- Haj, poro scęśliwa, sł. Emil Zegadłowicz (1949)
- Marsz młodych, sł. Henryk Rajter (1950)
- Piosenka warszawskiego murarza, sł. Józef Wilkoń (1950)
- Jabłuszko, sł. Mirosław Łebkowski (1951)
- Nowy domek, sł. Antoni Niewiadomski (1951)